# 博赫納托韋
46°46′40″N 30°29′12″E / 46.77778°N 30.48667°E

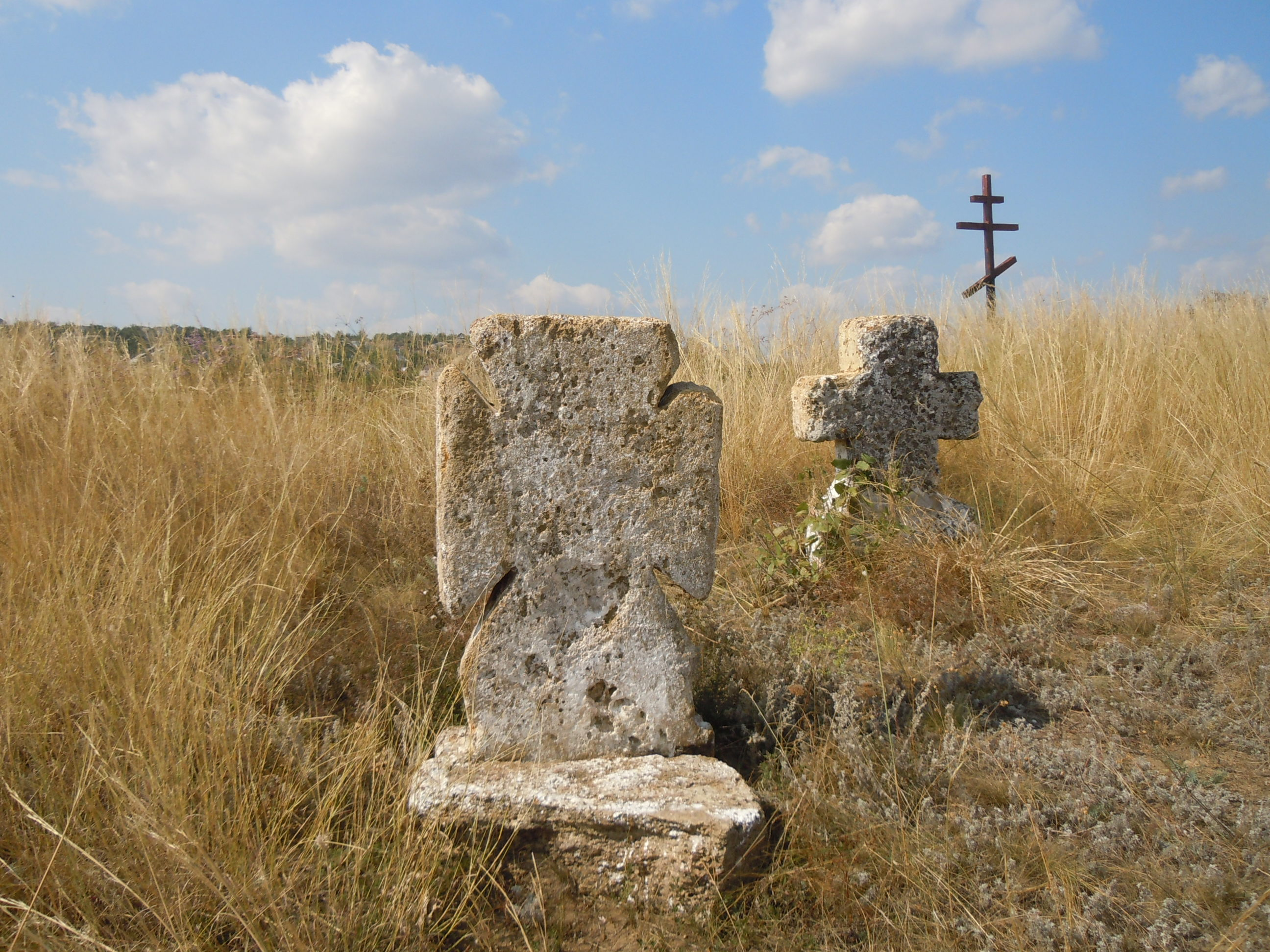

博赫納托韋（羅馬化：Bohnatove）是位於烏克蘭西南部敖德萨州羅茲迪利納區羅茲迪利納市鎮的村莊。該村始建於1825年，面積0.05平方公里，海拔高度21米，2001年人口9，人口密度每平方公里169.81人。